# Erechthias simulans
Erechthias simulans är en fjärilsart som beskrevs av Butler 1882. Erechthias simulans ingår i släktet Erechthias och familjen äkta malar. Inga underarter finns listade i Catalogue of Life.

## Bildgalleri

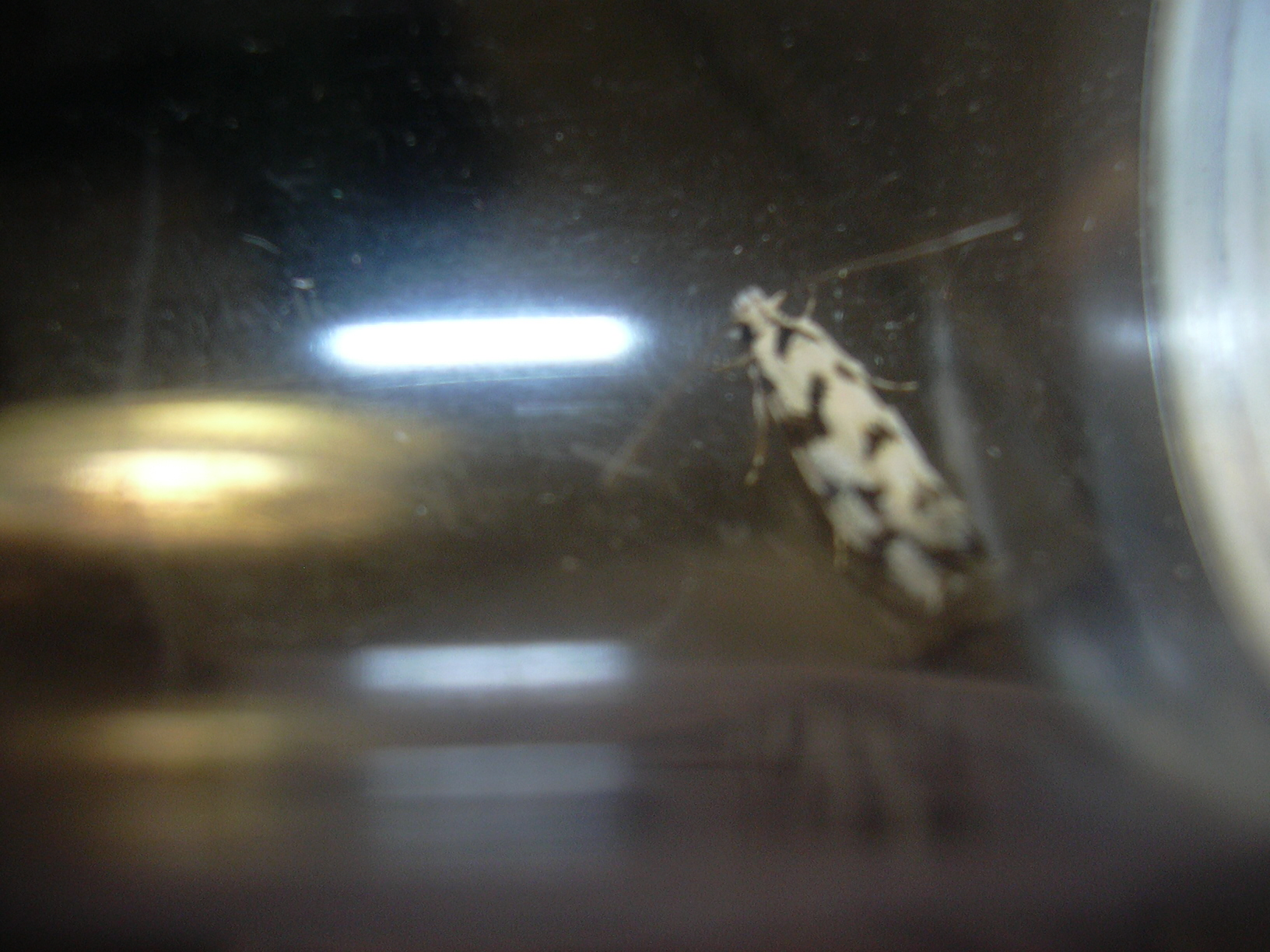